# 薛端
薛端（515年—558年），本名沙陀，字仁直，河东郡汾阴县（今山西省运城市万荣县）人，出自河东薛氏西祖第二房，北魏、西魏、北周官员。

## 生平
薛端是北魏雍州刺史、汾阴侯薛辩的六世孙，家族世代为河东有声望的族姓，高祖薛谨是泰州刺史、内都坐大官、涪陵公，曾祖薛洪隆是河东郡太守，因为薛洪隆的哥哥薛初古拔娶了魏文成帝的女儿西河公主，获赐冯翊的田地，薛洪隆的儿子薛麟驹迁居到赐田，因此在冯翊郡的夏阳县安家。薛麟驹获举荐为秀才，出任中书博士兼主客郎中，死后赠予河东郡太守。薛端的父亲薛英集是通直散骑常侍。
薛端年少时有志向节操，父亲去世时守丧符合礼制，与弟弟薛裕勤奋学习，不与外人来往。薛端虚龄十七时，受到司空高征辟出任参军，获赐爵汾阴县男。薛端因为天下扰乱，于是放弃官职回归故乡。
魏孝武帝元修西迁关中时，宇文泰命令大都督薛崇礼据守龙门，薛崇礼带领薛端一起前往。薛崇礼不久失守，于是向东魏投降。东魏派遣行台薛修义、都督乙干贵率领数千军队西渡黄河，占据杨氏壁。薛端与族人以及家僮等人原先在等先在杨氏壁中，薛修义于是命令部下逼迫薛端等人东渡黄河。正要渡河时天色已晚，薛端秘密的与族人以及家僮叛逃。薛修义派遣骑兵追赶，薛端边战边退，于是进入石城栅，得以幸免。石城栅中原先有数百家人口，薛端与他们合力坚守。乙干贵等人数次来宽慰劝喻，知道薛端无意投降，于是将军队撤回到河东。东魏又派遣将领贺兰懿、南汾州刺史薛琰达守卫杨氏壁。薛端率领部属，并招喻村民等，设置奇兵来防守。贺兰懿等人怀疑有大部队，因此向东撤退，争夺船只溺水而死的有数千人。薛端收缴东魏军队的军械，再度回到杨氏壁。宇文泰派遣南汾州刺史苏景恕镇守杨氏壁，下文书慰劳薛端，征召薛端回朝，任命为大丞相府户曹参军，华州大中正。
薛端之后跟随擒获窦泰，收复弘农，参与沙苑之战，都有军功，加冠军将军、中散大夫，又转任丞相东阁祭酒，升任兵部郎中，改封文城子，加持节、平南将军、帅都督、吏部郎中，不久升任抚军将军、大都督。薛端性格耿直，每次奏请，都不避权贵。宇文泰赞赏他，所以赐名为端，想让他名实相符。薛端自从担任吏部郎中的选拔工作，先选择贤才，即便是高贵家族的子弟，才能低下品行不端的，也不加任用。薛端经常上奏宇文泰说：“设置官位分别职守，就是为了治理当世大事，如果所用非人，不如空着职守。”宇文泰非常同意。大统十六年（550年），西魏大军东征，柱国李弼出任别道元帅，精心挑选属官，过了几天也没确定。宇文泰对李弼说：“为您考虑到了一位长史，没有人能超过薛端。”李弼回答说：“确实是位人才。”于是就派遣薛端前往。薛端加车骑大将军、仪同三司，转任尚书左丞，仍掌管选拔人才的事务。
西梁皇帝萧察曾经向西魏进献玛瑙钟，宇文泰拿着玛瑙钟对尚书左右丞、六部侍郎说：“能够掷骰子到五子全黑为‘卢’的，就给他这个钟。”之后几个人试过都没成功，过了一会轮到薛端，薛端抓起骰子说：“不是为了这个玛瑙钟的珍贵，只是显示我的诚心。”说完薛端就掷，五子都是黑色。宇文泰非常高兴，就将玛瑙钟赐给薛端。
西魏废帝元钦被废，宇文泰身边的大臣有人劝说宇文泰登基为皇帝，宇文泰召见薛端告诉他此事。薛端认为天下三分还没有统一，匆忙登基称帝，就向天下显示了自己的狭隘，请求等到平定四方，剪除了割据一方的僭伪政权，然后让所有人俯首归顺，心悦诚服的推崇。宇文泰抚摸着薛端的后背说：“成就我的人是你啊，你与我的看法一样，行动难道会和我不同？”宇文泰于是脱下自己的衣帽袍服一并赐给薛端。薛端之后升任吏部尚书、骠骑大将军、开府仪同三司，获赐姓宇文氏，进爵为文城县伯，食邑五百户。薛端长期担任选拔官吏的职务，选拔人才的名声很好，选用的官吏都是称职的人才。北周六官建立后，薛端出任军司马。
周孝闵帝宇文觉登基后，薛端出任工部中大夫，转任民部中大夫，进爵为文城县公，增加封邑总计一千八百户。晋公宇文护将要废掉周孝闵帝，召集群臣商议，薛端很是有不同意见。宇文护不高兴，将薛端外任为蔡州刺史。薛端行政宽容仁惠，百姓官吏都敬爱他。很快薛端转任基州刺史，基州与西梁和南陈交界，要加以镇守安抚，总管史宁派遣司马梁荣催促薛端去上任。蔡州父老向梁荣请求留下薛端，前去请求的有一千多人。薛端到了基州，很快因病于闰六月五日去世，时年虚岁四十四，遗言丧葬从简，府州赠送的助丧财物不要接受。朝廷赠予薛端原本的官职，加大将军，追封文城郡公，谥号惠。薛端先是权葬于穰城，于武成元年十月廿五日（559年12月10日）迁葬于夏阳县梁山，儿子薛胄继承了爵位。

## 家庭

### 兄弟
- 薛裕，西魏丞相参军事

### 夫人
- 河东裴氏，河阴县县令、兖州刺史裴王隽之女，封郡君[7]
- 河南拓跋氏，仪同三司元景舒之女，封新乐县主[7]

### 儿子
- 薛胄，隋朝开府、检校相州刺史、内阳文公
- 薛弘敏，隋朝银青光禄大夫、通渠蓬万开邻南石八州诸军事、通州大总管、汾阴县开国男

## 延伸阅读
[在维基数据编辑]
 《周書·卷35》，出自令狐德棻《周書》